# Oronzo Vito Gasparo

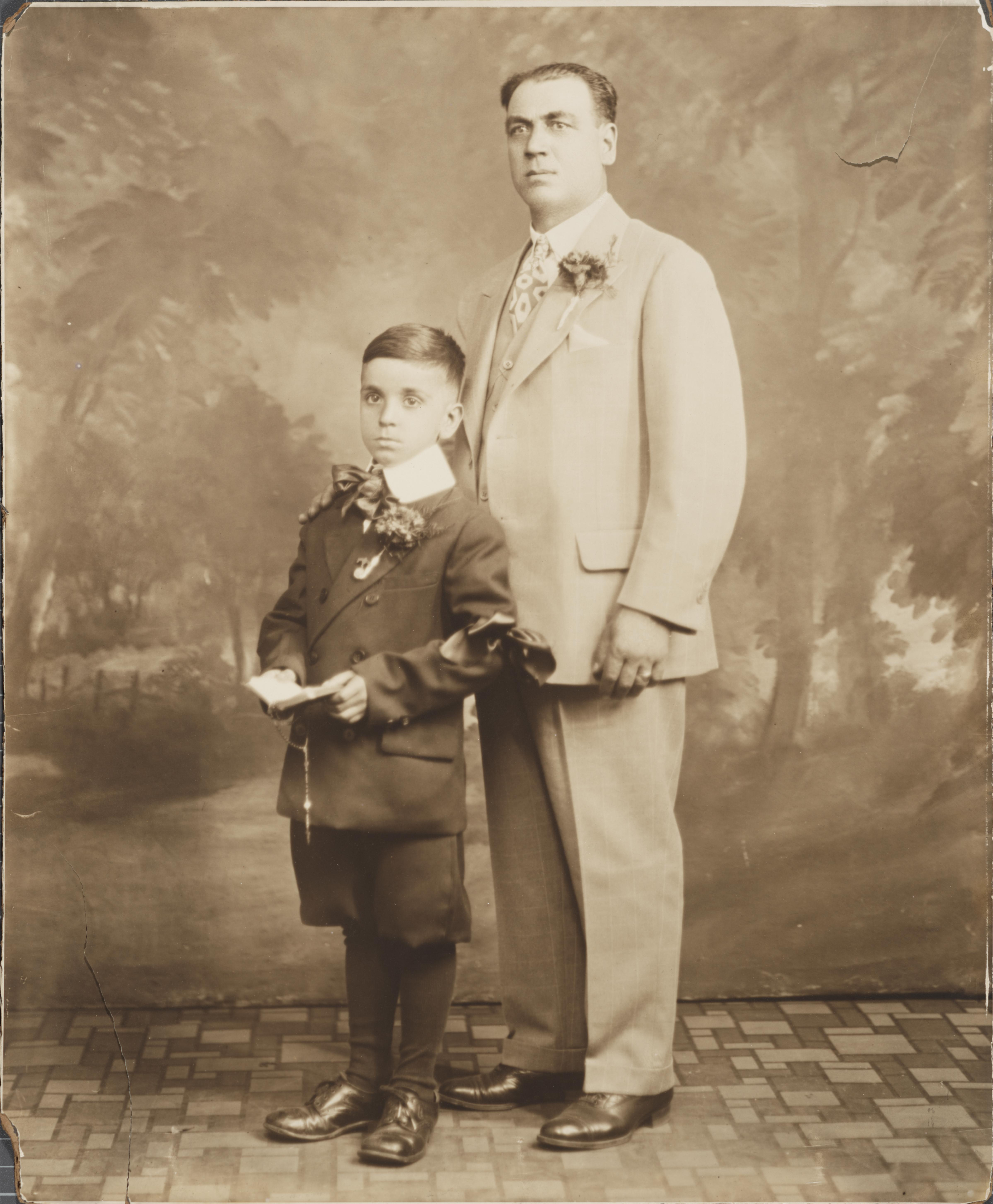
Oronzo Gasparo und sein Sohn (um 1920)

Oronzo Vito Gasparo (* 1903 in Rutigliano, Bari, Italien; † 1969 in New York City, USA) war ein italienisch-amerikanischer Künstler.

## Leben
Oronzo Vito Gasparo wurde 1903 in Rutigliano in der Provinz Bari geboren. In seiner Jugend wanderte seine Familie in die Vereinigten Staaten aus. Er lebte und arbeitete überwiegend in New York City, war eine bekannte Figur der Greenwich-Village-Szene und verbrachte einige Jahre an der Westküste. Gasparo studierte an der National Academy of Design in New York. Während der 1930er Jahre war er im Umfeld des Federal Art Project der Works Progress Administration tätig. Arbeiten aus dieser Zeit gelangten später in Museumssammlungen. Archivalische Bestände zu Gasparo (Briefwechsel, Fotos, Unterlagen) sind in den Oronzo-Gasparo-Papers überliefert.

## Werk
Das Werk von Oronzo Vito Gasparro umfasst Malerei, Gouachen, Zeichnungen und Grafiken. Häufige Motive sind Stadtansichten, Figuren, Stillleben und phantastische Szenerien. In Literatur und Museumskatalogen wird sein Stil als modernistisch mit surrealen und primitivistischen Zügen beschrieben. Charakteristisch sind eine deutliche Tendenz zu Musterung, flächiger Farbigkeit und einer knappen zeichnerischen Formgebung. Werke Gasparros befinden sich in Museumssammlungen, darunter inn The Metropolitan Museum of Art, im Whitney Museum of American Art und im Indianapolis Museum of Art. Er war in Ausstellungen nationaler Museen vertreten, unter anderem in der Ausstellung New Horizons in American Art im New Yorker Museum of Modern Art im Jahr 1936 sowie in mehreren Annual Exhibitions des Whitney Museums in den 1940er- und frühen 1950er-Jahren.